# Театр Фейдо
Театр Фейдо́ (фр. Théâtre Feydeau) — парижский театр, который с 1791 по 1829 годы находился в доме № 19 по улице Фейдо (II округ Парижа) и ставил преимущественно итальянские и французские оперы и комедии (в том числе пастиши). Среди поставленных здесь произведений — оперы «Лодоиска» Керубини и «Мильтон» Спонтини, а также произведения Буальдьё, Бреваля, Лесуёра, Пикара и Патра́. В разное время в труппе театра блистали мадемуазель Ланж, Пьер Гаво́ и Жозефина Фодор. Театр также предоставлял свою сцену для постановок Театру итальянской комедии.

## История
Леонард-Алексис Отье (фр. Léonard-Alexis Autier), парикмахер Марии-Антуанетты, и скрипач Джованни Виотти 26 января 1789 года  получили от короля Людовика XVI право на постановку французских и итальянских комических опер. Труппа, назвавшая себя «театр Месье» (фр. théâtre de Monsieur), в честь своего покровителя, Monsieur, frère du Roi, будущего короля Людовика XVIII, в начале разместилась в зале машин дворца Тюильри, однако ей пришлось покинуть это место 6 октября 1789 года, когда Людовик XVI и Мария-Антуанетта переселились в Тюильри после того, как восставшие вынудили их покинуть Версаль.
В качестве компенсации Отье и Виотти получили место в садах отеля Брисонне́ (фр. hôtel Briçonnet) на улице Фейдо́, с правом построить там новое помещение. Ожидая окончания постройки, труппа с 10 января по 31 декабря 1790 года арендовала Théâtre de la foire. Открытие театра в новом здании, построенном архитекторами Леграном и Молино́, на улице Фейдо́ состоялось 6 января 1791 года ещё под старым названием. После неудачного побега и ареста в Варе́нне королевской семьи, руководство театра сочло более благоразумным сменить название на фр. «Théâtre français et italien de la rue Feydeau», затем на фр. «Théâtre français et Opéra-buffa». Тем не менее, после ареста короля 10 августа 1792 года театр, в котором к тому времени с успехом шли комические французские и итальянские оперы, был закрыт, а его основатели удалились от дел.
Провозглашение республики театр встретил под руководством Шаго́-Дефай (фр. Chagot-Defays). К этому времени театр, как и многие другие во время революции (и особенно Террора), стал местом собраний «реакционеров», а потому неоднократно подвергался запрету на представления.
27 января 1795 года театр принял в свои ряды труппу Комеди Франсэз и стал называться фр. «Théâtre français de la rue Feydeau». Под руководством нового директора Сажере́ театр стал одним из наиболее посещаемых в Париже. Здесь с 1798 работал Франсуа-Жозеф Тальма.
16 сентября 1801 года по приказу Наполеона театр был объединён с Опера-Комик, здание которого (фр. Salle Favart), расположенное по соседству, нуждалось в капитальном ремонте. Объединённый театр получил название фр. Théâtre national de l'Opéra-Comique. 16 апреля 1829 старое здание театра Фейдо́ обрушилось, после чего было снесено, а Опера-Комик в 1840 году переехала в заново построенный зал Фавар.

## Постановки
- Севильский цирюльник Бомарше (март 1791).

### Премьеры
О премьерах после 16 сентября 1801 см. Опера-Комик
- 18 июля 1791 — «Лодоиска» Луиджи Керубини
- 16 февраля 1793 — «Пещера[англ.]» Жан-Франсуа Лесуёра
- 13 декабря 1794 — «Элиза[англ.]» Луиджи Керубини
- 13 марта 1797 — «Медея» Луиджи Керубини
- 25 июля 1798 — «Португальский трактир[англ.]» Луиджи Керубини
- 23 февраля 1799 — «Наказание» Керубини
- 16 января 1800 — «Два дня, или водонос[англ.]» Луиджи Керубини
- 17 февраля 1807 — «Иосиф в Египте[англ.]» Этьенна Мегюля